# アン・ドゥムルメステール
アン・ドゥムルメステール（Ann Demeulemeester、1959年12月29日 - ）はベルギー出身のファッション・デザイナー。アントウェルペン王立芸術学院卒業。ドリス・ヴァン・ノッテンなど同期であり、「アントウェルペンの6人」の一人である。

## 略歴
アンはベルギーのフランデレン地域の町、ワレヘムで生まれ、その後ブルージュに在住していた。
父親は教授で母親とともにワレヘムに住んでいる。当初はファッションに興味を示さなかったが、3年間美術学校に通い、人と肖像画に興味を持った。これがファッションを志す転機となり、1978年にアントウェルペン王立芸術学院に入学する。1986年には、ドリス・ヴァン・ノッテンやダーク・ビッケンバーグを含む芸術学院時代の仲間たちと共にロンドンでコレクションを紹介。この後、彼らはアントウェルペンの6人と呼ばれることになる。彼らはアバンギャルドなデザインと伝統的ではない洋服のラインを作る脱構築主義のスタイルで知られている。

## キャリア
1981年に王立芸術学院を卒業後、次年にはGolden Spindle賞を受賞した。その後フリーランスとしてキャリアを積み、1985年に夫のPatrick Robynと共に自身のラインを発表した。1987年にロンドン・コレクションに進出。初めてのパリ・コレクションは1992年で、Parisian art galleryで間に合わせのステージに憂鬱そうな表情のモデルを用いて行われた。1996年には初めてメンズラインを発表した。
特徴として黒と白をよく使い、色使いはシンプルであるが大変凝ったデザインである。レザーアイテムも多い。緻密なデティールに加え最先端のテクニックと素材を用いるなどしている。ゴシック、パンク、日本のスタイルから影響を受けながらも独自のアイデンティティーを持ち、独特な世界観を反映させた作品を制作している。彼女の作品は、時には「葬儀」として表現されるが、センシュアリティ漂う詩的な作品が多い。
1999年にアントワープにショップをオープンして以降、30以上の国で販売されている。路面店はアントワープ、香港、東京にあり、サックス・フィフス・アヴェニュー、レクレルール、レーン・クロフォード、バーニーズ・ニューヨーク、伊勢丹新宿店などの店舗で取り扱われている。アンのライン単体での年商は約5000万ドルとみられている。
日本では、いくつかのセレクトショップに加え、2006年には表参道ヒルズに本国以外で初となる直営店を出店している。

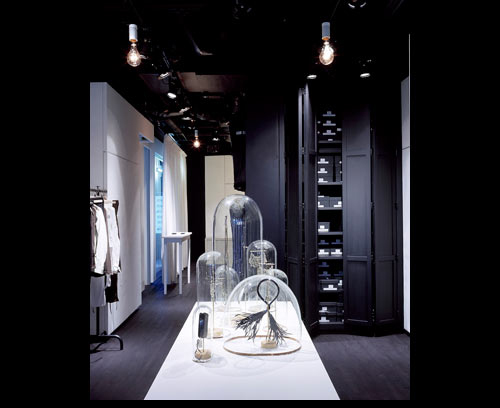
青山店

2016年2月には新たに青山にも直営店を出店した。
佐藤天彦（将棋棋士）はアン・ドゥムルメステールの作品を愛用していることで知られている。
2013年11月20日に自身のブランドのデザイナーを辞任すると関係者当てに自筆の手紙を送付し発表 、2014春夏コレクションが事実上最後のコレクションとなった。
以降はセバスチャン・ムーニエを中心としたデザインチームを中心に発表されている。
2014年11月末には9年ぶりに来日。自身の活動を収録した初の本の発売を記念しドーバー・ストリート・マーケット銀座店にてサイン会を開催した。

## 私生活
アンは写真家のPatrick Robyn氏と結婚しており、二人の間には息子（Victor）がいる。家族は一度、アントウェルペンにあるベルギー国内に一つしかないル・コルビュジエ作品であるギエット邸に住んでいた。